# 閃電十一人 (遊戲)
《閃電十一人》（也稱「閃電足球隊」）是由LEVEL-5在2008年8月22日發售的任天堂DS收集、育成足球隊的角色扮演遊戲，並在2008年6月號上開始連載由藪野展也作畫的漫畫版，及於2008年10月開始播放電視動畫。

## 概要
玩家是一隊臣型足球部的隊長，以增加部員、練習及比賽來進行遊戲，標是成為全國大會的冠軍。遊戲中登場的候補部員有10人以上，部員的加入方法有幾種，分別有普通對話、經理人的搜索、部員的人脈及其他隊伍的挖角。可以創造自由心目中的球隊，與朋友進行部員交換和對戰。遊戲中的動畫由而有名的OLM負責，主題曲由豚骨Pistons為了本作而組成的新組合T-Pistonz主唱的「Ri-yo(リーヨ)」，片尾曲則由模仿遊戲中三位女性角色而組成的組合「twe`lv(twelve)」主唱的「青春關東煮」

## 系統
故事模式
故事需要玩家在雷門國中、河川敷及街道各地移動，來收集情報、招攬部員和練習等。
與一般RPG一樣，在地圖上移動會隨機展開戰鬥（バトル），在戰鬥中會以4對4進行15分鐘小遊戲。而這遊戲的BOSS戰則變成練習比賽（練習試合）或故事上的比賽（試合），以11對11進行30分鐘的正式比賽。
比賽模式
比賽基本上以實時進行，會以觸控筆操作少量的動作，球員雖然會自動地移動，不過技能的使用及暫停比賽是必須要觸控筆才可操作。
當與敵人進行進攻或防守時，時間會暫停並等待技能指令，玩家可以選擇普通指令或是必殺技，決定技能後便會進入指令戰鬥（コマンドバトル）。如果成功率比敵人高時就能成功使用技能，但成功率比敵人低則會被敵人截球。小遊戲須要玩家完成特定條件來取得勝利，而正式比賽就以得分來分出勝負。
通信模式
可以透過DS無線通信與其他玩家進行部員交換和對戰。亦可以透過Wi-Fi通信開放下載專用角色，在發售的一年內每個星期更新。

## 故事概要
故事一開始，主角圓堂守就讀於雷門國中，一開始雷門是一個很弱的足球學校，而圓堂非常熱愛足球，而加入了足球社。但是，社員人數嚴重不足，而且，帝國學園也向雷門提出友誼賽。圓堂辛苦的招募球員終於找齊了11個人，開始和帝國學園比賽。
於是，由於雷門國中的興起，雷門國中決定進軍「明日之星足球大賽」。經過一番的特訓與決鬥，雷門打敗了擁有神之水的世宇子國中，得到了全國冠軍。

## 主題曲
閃電十一人（初代）明日之星足球大賽篇
片頭曲
- 『立ち上がリーヨ』（第1話 - 第26話）

作詞、作曲：山崎徹　
編曲：T-Pistonz&高橋諭一
歌唱：T-Pistonz
片尾曲
- 『青春おでん』（第1話 - 第26話）

作詞：礼空トオル
作曲：青木隆
編曲：高橋諭一
歌唱：twe'lv
閃電十一人 （初代）威脅的侵略者篇
片頭曲
- 『マジで感謝!』（第1話 - 第28話）

作詞、作曲：山崎徹&弘
聲響作詞：KMC
編曲：菊谷知樹
歌唱：T-Pistonz+KMC
- 『つながリーヨ』（第29話 - 第41話）

作詞、作曲：山崎徹&山崎弘
聲響作詞：KMC
編曲：鈴木俊介
歌唱：T-Pistonz+KMC
片尾曲
- 『青春バスガイド』（第1話 - 第24話）

作詞、作曲：淳君
編曲：大久保薫
歌唱：Berryz工房
- 『流星ボーイ』（第25話 - 第41話）

作詞：つんく
作曲：つんく
編曲：ダンス☆マン
歌唱：Berryz工房
閃電十一人（初代） 邁向世界的挑戰篇
片頭曲
- 『勝って泣こうゼッ!』（第1話 - 第20話）

作詞、作曲：山崎徹&KMC
編曲：菊谷知樹
歌唱：T-Pistonz+KMC
- 『GOODキター!』（第21話 - 第40話）

作詞、作曲：山崎徹&KMC
編曲：竹上良成
歌唱：T-Pistonz+KMC
- 『僕らのゴォール!』（第41話 - 第60話）

作詞、作曲：山崎徹&KMC
編曲：竹上良成
歌唱：T-Pistonz+KMC
片尾曲
- 『雄叫びボーイWAO！』（第1話 - 第20話）

作詞：つんく
作曲：つんく
編曲：オダクラユウ
歌唱：Berryz工房
- 『本気ボンバー！！』（第21話 - 第34話）

作詞：つんく
作曲：つんく
編曲：板垣祐介
歌唱：Berryz工房
- 『シャイニング パワー』（第35話 - 第45話）

作詞：つんく
作曲：つんく
編曲：鈴木俊介
歌唱：Berryz工房
- 『またね のキセツ』（第46話 -第60話）

作詞：山崎徹&KMC
作曲：山崎徹&KMC
歌唱：イナズマオールスターズ（円堂守+豪炎寺修也+鬼道有人+風丸一郎太+吹雪士郎）聲優合唱

## 相關連結
- 閃電十一人2 威脅的侵略者
- 閃電十一人3 邁向世界的挑戰
- 閃電十一人GO
- 閃電十一人 王牌前鋒
- 閃電十一人 王牌前鋒 2012 Xtreme

## 外部連結
- （日語） Inazuma World （页面存档备份，存于）
- （日語） 遊戲系列網站 （页面存档备份，存于）
- （日語） 遊戲官方網站 （页面存档备份，存于）
- （日語） 東京電視台 閃電十一人 網站 （页面存档备份，存于）
- （繁體中文） 卡通頻道  網站